# Nuugaarsuk
Nuugaarsuk (o Nûgârssuk) è un villaggio della Groenlandia di 5 abitanti (gennaio 2005). Si trova a 60°15'N 44°43'O; appartiene al comune di Kujalleq.